# Talbrücke Mittelsinn
Die Talbrücke Mittelsinn ist eine 152 m lange Eisenbahnbrücke der  Schnellfahrstrecke Hannover–Würzburg. Sie liegt im Bereich der unterfränkischen Gemeinde Mittelsinn und trägt daher ihren Namen.
Sie nimmt zwei Gleise auf, die planmäßig mit 280 km/h befahren werden können.

## Konstruktion
Das 152 m lange Bauwerk misst fünf Felder mit Stützweiten von 5 × 27,75 m. Der Überbau aus Einfeldträgern ist 14,3 m breit, die Konstruktionshöhe liegt bei 4,00 m.
Die Fahrbahn liegt dabei bis zu 22 m über dem Grund.

## Geschichte
Das Bau der Brücke begann im April 1981. Den Auftrag hatte Philipp Holzmann für eine Auftragssumme von 4,6 Millionen DM erhalten. Das vertragliche Bauende war für den 31. Oktober 1982 vorgesehen. Die im Herbst 1981 geplante Länge entsprach dabei mit 152 m der später tatsächlich realisierten Länge.
Die Überbauten wurden auf Lehrgerüsten betoniert.
Das Bauwerk war, neben Talbrücke Obersinn, Ende 1983 als erste von zwei Talbrücken im Südabschnitt 
Fulda–Würzburg fertiggestellt.
In der Planungs- und Bauphase lag die Brücke zwischen den Baukilometern 258,221 und 258,373.
Das Bauwerk ging, als Teil des Neubaustrecken-Südabschnitts Ende Mai 1988 in Betrieb.